# Dascyllus

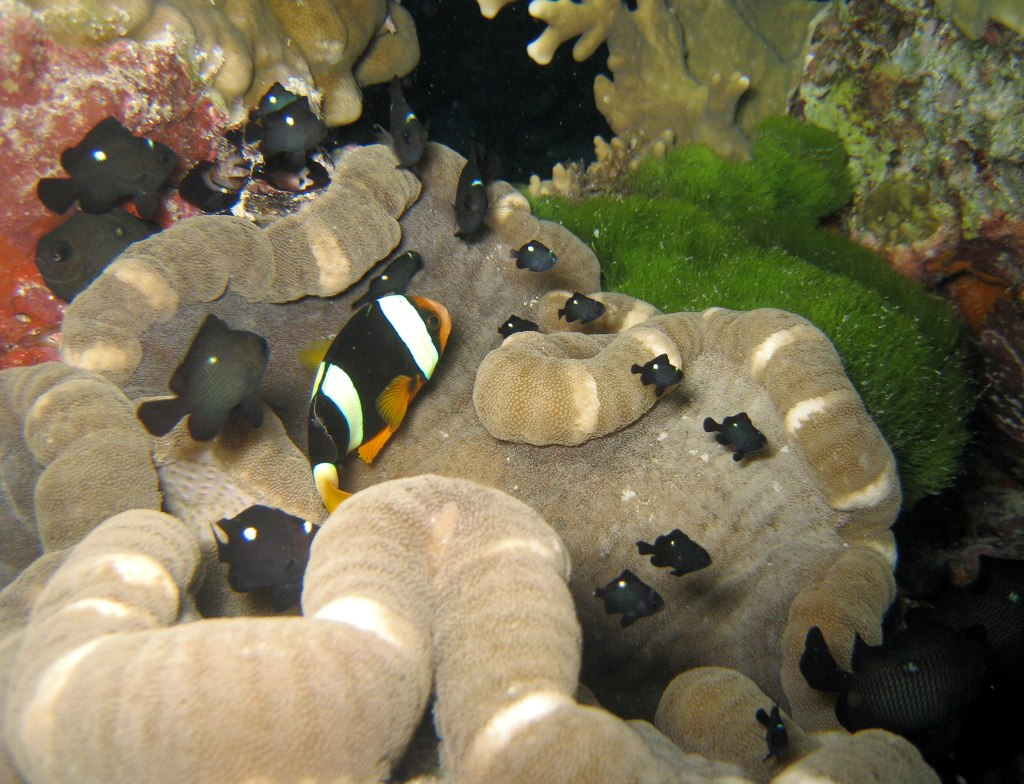
Amphiprion clarkii, y Dascyllus trimaculatus en Cryptodendrum adhaesivum

Dascyllus es un género de peces marinos de la familia Pomacentridae, en el orden de los Perciformes.
Sus especies son denominadas peces damisela en lenguaje común. Junto al género Amphiprion, o peces payaso, mantienen relaciones de mutualismo con diversas especies de anémonas marinas. Varias de sus especies son comercializadas con frecuencia en el mercado de acuariofilia.

## Especies
El Registro Mundial de Especies Marinas acepta las siguientes especies en el género:
- Dascyllus albisella Gill, 1862
- Dascyllus aruanus (Linnaeus, 1758)
- Dascyllus auripinnisRandall & Randall, 2001
- Dascyllus carneus Fischer, 1885
- Dascyllus flavicaudus Randall & Allen, 1977
- Dascyllus marginatus (Rüppell, 1829)
- Dascyllus melanurus Bleeker, 1854
- Dascyllus reticulatus (Richardson, 1846)
- Dascyllus strasburgi Klausewitz, 1960
- Dascyllus trimaculatus (Rüppell, 1829)

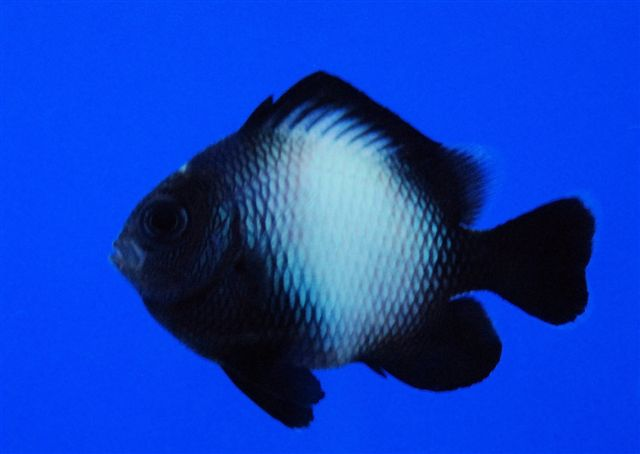
Dascyllus albisella
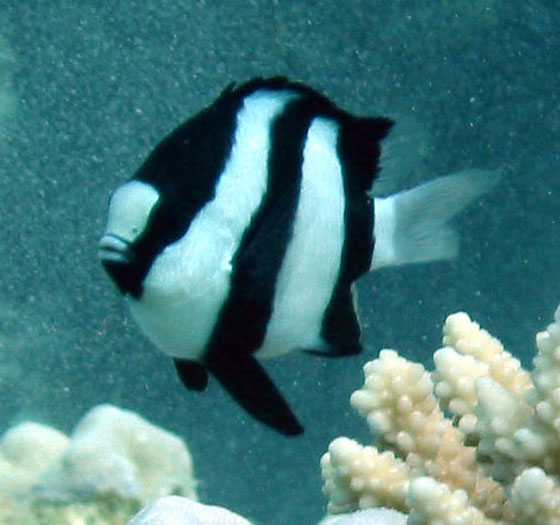
Dascyllus aruanus
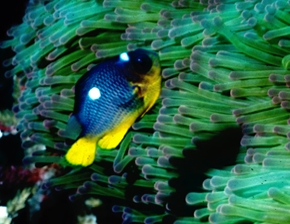
Dascyllus auripinnis
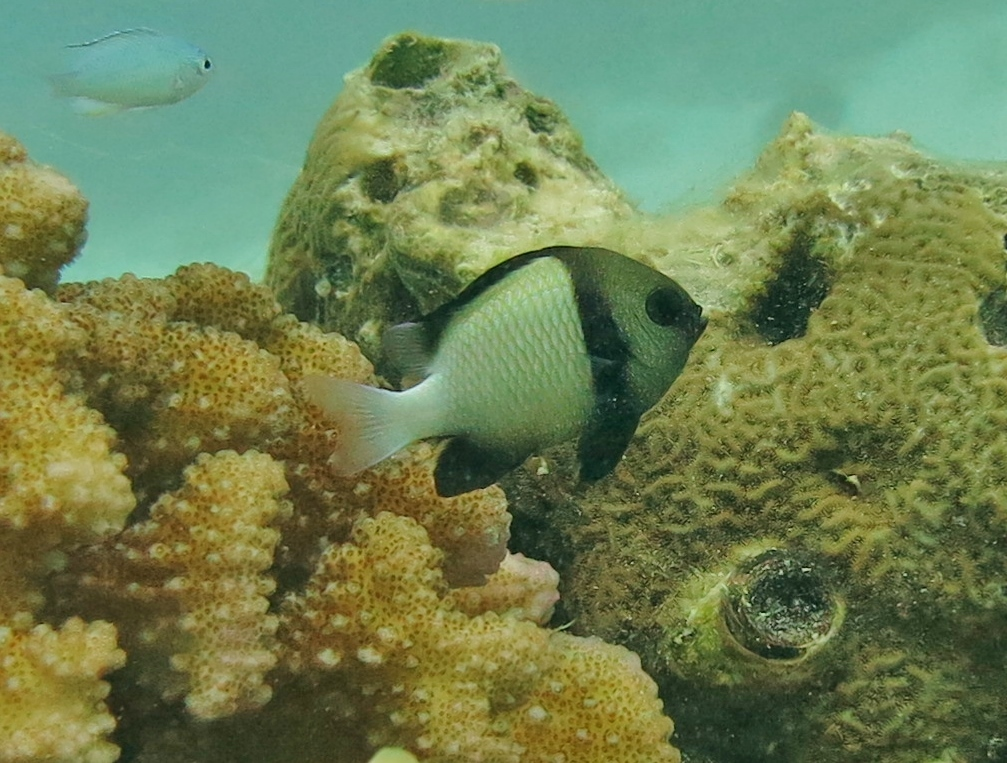
Dascyllus carneus
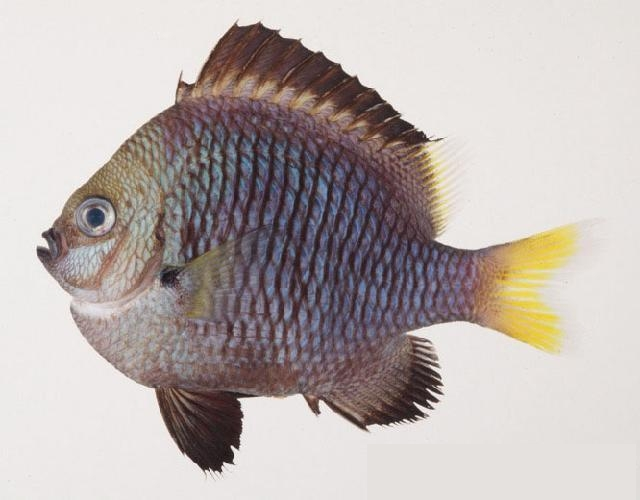
Dascyllus flavicaudus
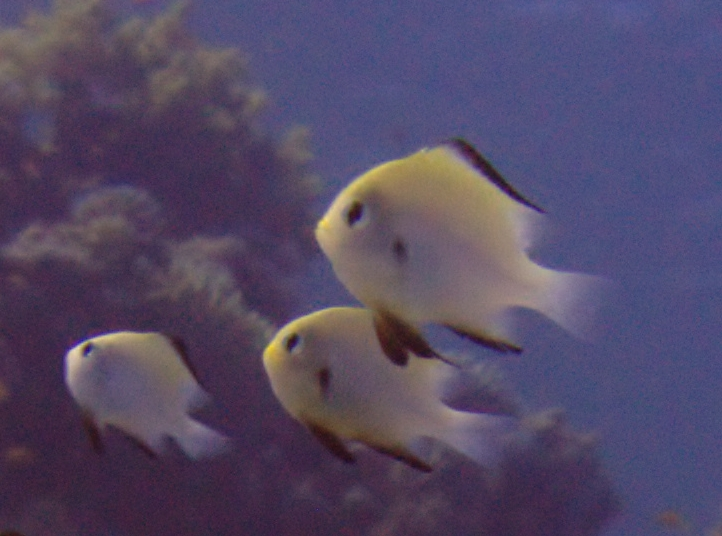
Dascyllus marginatus
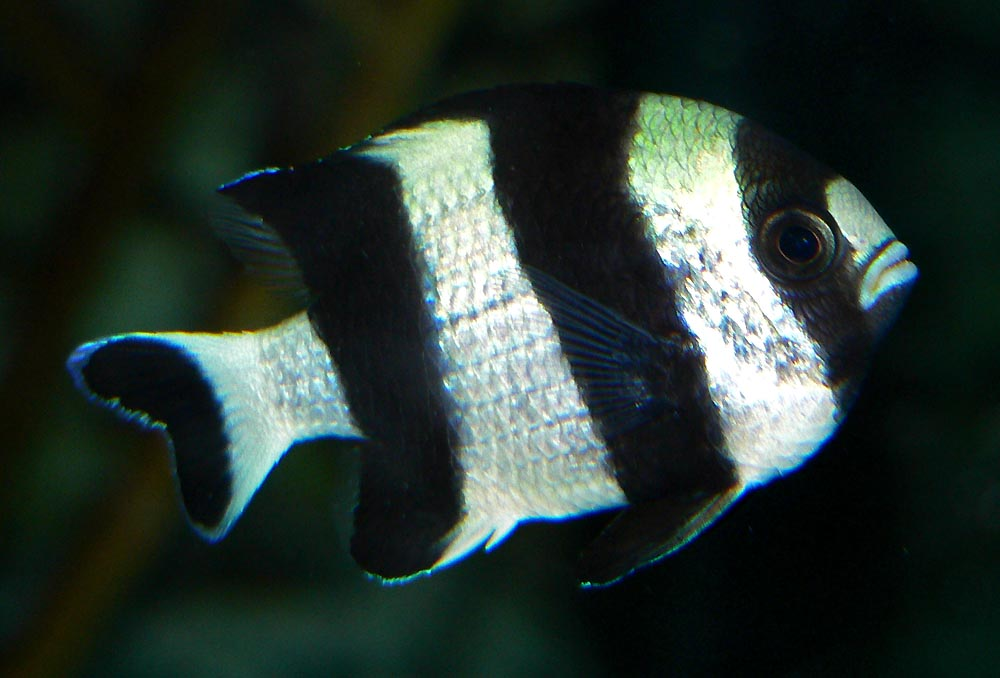
Dascyllus melanurus
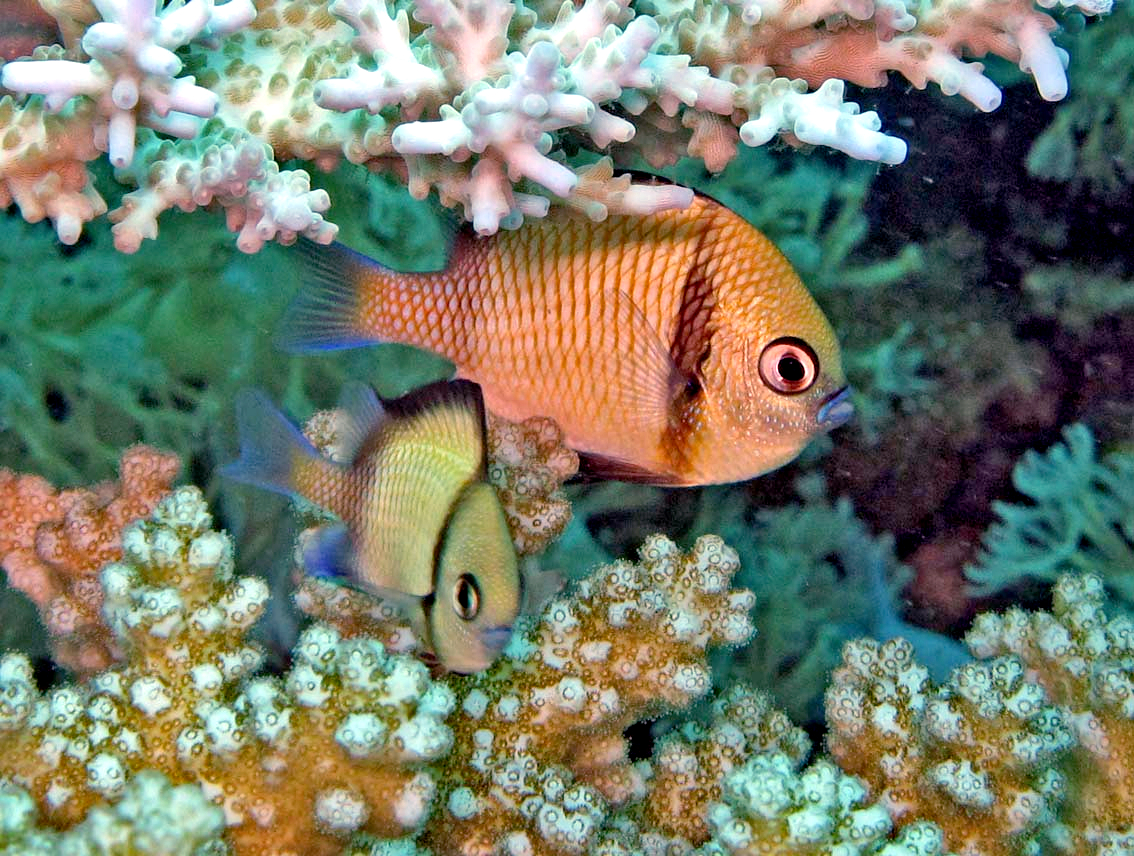
Dascyllus reticulatus
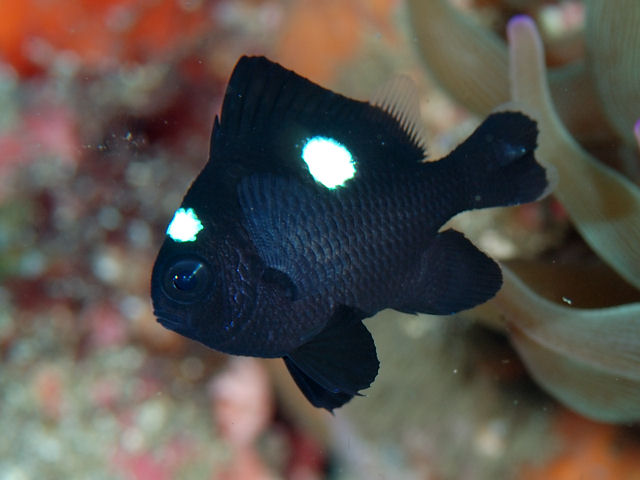
Dascyllus trimaculatus

## Reproducción
Son dioicos, ovíparos, se emparejan para el ciclo reproductivo, y de fertilización externa. Los huevos son demersales y adheridos al sustrato. El macho guarda y airea las puestas.

## Hábitat
Es un género de peces marinos, asociado a arrecifes. Su rango de profundidad está entre 0,15 y 80 metros, y su rango de temperatura entre 14.38 y 29.33 °C, por tanto, desde aguas templadas hasta tropicales.

## Distribución geográfica
Se distribuyen en el océano Indo-Pacífico, desde la costa este africana, India, Indonesia, Australia, hasta las islas del Pacífico central y Hawái.